# 新見隆
新見 隆（にいみ りゅう、1958年 - ）は、日本のキュレーター。武蔵野美術大学 美術館・図書館館長。イサム・ノグチ庭園美術館学芸顧問。アート・ビオトープ那須文化顧問。家具道具室内史学会理事。遠山記念館理事。

## 経歴
広島県出身。慶應義塾大学文学部フランス文学科卒業。1982年から1999年2月まで、西武美術館・セゾン美術館の学芸員として、展覧会の企画を担当。インディペンデント・キュレーター。慶應義塾大学アート・センター訪問所員。2014年から2019年まで大分県立美術館（OPAM）館長。2019年4月から6月まで同館顧問。2019年7月から、大分県地域アート活動エグゼクティブアドバイザー。2023年より武蔵野美術大学 美術館・図書館館長。
千葉大学教育学部大学院美術専攻、慶應義塾大学理工学部、東京造形大学比較造形学科などの講師を経て、1999年より武蔵野美術大学芸術文化学科教授。2018年、芸術文化学科から、教養文化・学芸員課程に転属。

## 人物
専門は、近・現代デザイン史・美術史、現代芸術論、アートマネージメント。ジャポニスムを端緒とした比較空間、空間感覚学から、美術・デザイン・建築の影響史、受容史、比較文化史、芸術社会学まで幅広い。